# Bruno de Cessole
Pour les autres membres de la famille, voir Spitalieri de Cessole.
Bruno de Cessole, né le 23 août 1950 à Nice, est un critique littéraire et écrivain français.

## Biographie
Fils du général Raymond de Cessole, Bruno de Cessole a suivi des études de lettres, d'histoire et de droit.
Il est journaliste au Figaro, à L'Express, au Point, critique littéraire des Nouvelles Littéraires et des Lettres françaises, et directeur de la Revue des deux Mondes. Il a aussi été rédacteur en chef de la revue maurrassienne Anthinéa. Bruno de Cessole devient ensuite rédacteur en chef de Jours de Chasse et du service culturel de Valeurs actuelles et collabore au Service littéraire. Il a écrit sous le nom de plume « Bruno Montclar ».
Il reçoit le prix Richelieu en 2000. En 2009, son roman L'Heure de la fermeture dans les jardins d'Occident obtient le prix des Deux Magots. En 2015, il est lauréat du grand prix de littérature Henri-Gal de l'Académie française pour l'ensemble de son œuvre.
Début 2016, après le rachat du journal par Étienne Mougeotte, Charles Villeneuve et Iskandar Safa, il quitte Valeurs actuelles.
Il est membre du jury du prix des Hussards, créé par Christian Millau.

### Vie privée
Époux de Béatrice de Cessole, née Delettrez, enseignante en droit dans le privé, il a deux fils et deux filles.
Il vit aujourd'hui à Lisbonne, au Portugal.

## Œuvres

### Romans
- L'Heure de la fermeture dans les jardins d'Occident, Paris, Éditions de la Différence, 2008, 398 p. (ISBN 978-2-7291-1776-4)[4]Prix des Deux Magots 2009
- Le Moins Aimé, Paris, Éditions de la Différence, 2009, 283 p. (ISBN 978-2-7291-1835-8)
- L'Île du dernier homme, Paris, éditions Albin Michel, 2019  (ISBN 978-2-2264-4196-6).
- Tout est bien puisque tout finit, Paris, Le Cherche midi, 352 p., 2025  (ISBN 978-2749182247)

### Essais
- Nicholas d'Archimbaud, Bruno de Cessole, Séverine Jouve, et Thierry Wolton, Portraits d'hôtels, Paris, Éditions Gallimard, coll. « Albums reliés Art », 1994, 255 p. (ISBN 978-2-07-058511-3)
- Bruno de Cessole et Jeanne Caussé (préf. Hélène Carrère d'Encausse), Russie : 1837-1937, Paris, Éditions Maisonneuve & Larose, 1997, 437 p. (ISBN 978-2-7068-1320-7, LCCN 98130349)
- Bruno de Cessole et Jeanne Caussé, Les Trésors retrouvés de la Revue des deux Mondes, Paris, éditions Flammarion, coll. « Documents - Témoignages », 1998, 328 p. (ISBN 978-2-08-067352-7, LCCN 00358985)
- Collectif (dir.), Les Livres de leur vie : entretiens avec Bruno de Cessole, Paris, Éditions du Centre Pompidou, 1999 (ISBN 978-2-85850-809-9)
- Bruno de Cessole, Propos intempestifs, Paris, Éditions de La Différence, coll. « Discordance », 2001, 284 p. (ISBN 978-2-7291-1328-5, LCCN 2001386814)
- Nicholas d'Archimbaud, Bruno de Cessole, Jean-François Solnon, et Frédéric Valloire, Versailles, Paris, Éditions du Chêne, 2002, 300 p. (ISBN 978-2-84277-447-9)
- Bruno de Cessole, Ben Laden et le salut de l'Occident, Paris, Éditions de La Différence, coll. « Discordance », 2002, 96 p. (ISBN 978-2-7291-1429-9)
- Philippe Dulac, Claude d'Anthenaise, Pierre Astié et Bruno de Cessole, Vènerie d'antan, vènerie d'aujourd'hui : Tout change, rien ne change, Toulouse, France, Éditions Privat, 2006, 100 p. (ISBN 978-2-7089-0533-7)
- Bruno de Cessole, Le Petit Roman de la chasse, Monaco, Éditions du Rocher, 2010, 115 p. (ISBN 978-2-268-06999-9, OCLC 683411558)
- Bruno de Cessole, Le Défilé des réfractaires : portraits de quelques irréguliers de la littérature française, Paris, L'Éditeur, 2011, 586 p., poche (ISBN 978-2-36201-024-8, OCLC 713182878)
- Bruno de Cessole, L'Internationale des francs-tireurs : portraits de quelques irréguliers de la littérature internationale, Paris, L'Éditeur, 2014, 603 p., poche (ISBN 978-2-36201-082-8)
- Bruno de Cessole, Le Sceptre et la plume. Politique et littérature en France de Montaigne à François Mitterrand, Paris, Perrin, 2023, 567 p. (ISBN 226204001X)